# Robin-Alexandru Dragomirescu
Robin-Alexandru Dragomirescu (ur. 9 lutego 1993 w Timișoarze) – rumuński szachista, mistrz międzynarodowy od 2011 roku.

## Kariera szachowa
Wielokrotnie reprezentował barwy Rumunii na mistrzostwach świata i Europy juniorów w różnych kategoriach wiekowych, w 2010 r. zdobywając w Pardubicach tytuł drużynowego wicemistrza Europy w kategorii do 18 lat. Był również wielokrotnym medalistą mistrzostw Rumunii juniorów, m.in. trzykrotnie złotym (2007 – do 14 lat, 2008 – do 16 lat, 2010 – do 18 lat) oraz dwukrotnie srebrnym (2009 – do 16 lat, 2011 – do 18 lat).
W 2009 r. podczas turnieju w Timișoarze wypełnił pierwszą normę na tytuł mistrza międzynarodowego, w 2010 r. odniósł największy sukces w dotychczasowej karierze, zdobywając w Băile Olăneşti brązowy medal indywidualnych mistrzostw Rumunii, wypełnił również (w Belgradzie) drugą normę mistrza międzynarodowego, natomiast w 2011 r. zdobył trzecią normę, podczas rozegranych w Aix-les-Bains indywidualnych mistrzostwach Europy.
Najwyższy ranking w dotychczasowej karierze osiągnął 1 września 2010 r., z wynikiem 2423 punktów zajmował wówczas 33. miejsce wśród rumuńskich szachistów.

## Życie rodzinne
Matką Robina-Alexandru Dragomirescu jest mistrzyni międzynarodowa Angela Dragomirescu.